# 故意四球

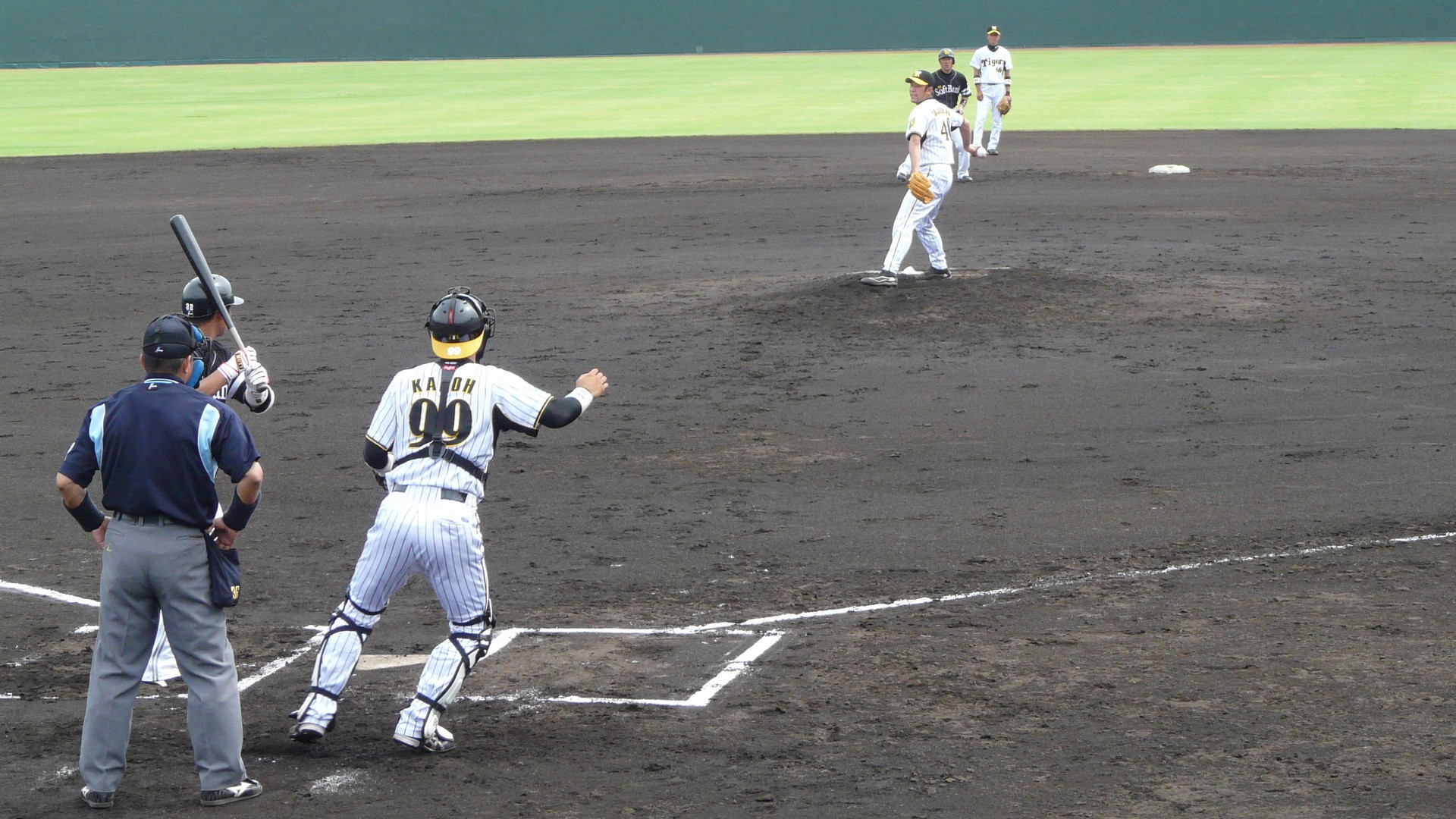
敬遠するバッテリー（二軍戦・阪神タイガース対福岡ソフトバンクホークスにて）

故意四球（こいしきゅう、intentional base on balls (IBB), intentional walk）とは、野球・ソフトボールにおいて投手が打者に対して、意図的に四球を与えた場合の記録である。
「故意四球」は公認野球規則などで定義されている用語であるが、日本では一般的に敬遠（けいえん）と呼ばれている。

## 概要
通常、野球・ソフトボールにおいて守備側のチームは打者をアウトに打ち取ることを目的とする。しかし、打者の個人能力や試合の局面を勘案し、あえて打者に四球を与えて打席を終わらせてしまう方が、最終的な勝利のために適切であると判断される場合には、意図的に、つまり故意に四球を与えることがある。
故意四球が通常の四球と区別されて公式記録となるには後述の要件を備えていなくてはならないが、それら要件のすべてを満たさない場合でも、見た者に守備側の四球にしようとする意図が感じられるときには「敬遠」あるいは「敬遠気味」などと表現される。
故意四球自体はルール違反にあたる行為ではなく、相手を封じるための戦術の1つである。しかしながら、故意四球を意図した投球中に、観客が投手に対してブーイングを行ったり野次を飛ばしたりすることがある。試合そのものの勝敗、特に優勝争いが関わる状況などの故意四球は勝利を確実にするための作戦と許容されることも多いが、後述の打撃タイトルの阻止や過去の記録（本塁打数等）を保存するための故意四球やそれに類する行為に対しては、非常に強い批判が行われ、故意四球狙いにされていることに気づいた打者の中には、抗議の意味も込めてわざと空振りし、ストライクにする選手もいる。記録妨害行為が大きな反響を呼び、コミッショナーやリーグの会長が厳重注意したこともある。
なお、蛭川皓平の著書「セイバーメトリクス入門」では、1974年の王貞治を敬遠し、次打者となる同年の平均的な打者と勝負する場合、2死二、三塁のシチュエーションぐらいでしか有意に得点期待値が下がらない一方で、次打者が打率2割2分程度、長打率3割1分程度という控えレベルの選手を想定した場合、2死二塁、2死三塁、1死二、三塁でも有意に得点期待値が下がると結論付けられている。
2017年からは、メジャーリーグ（MLB）において、試合時間の短縮などを目的とし、投手が投球を行わずに、守備側の監督が故意四球の意思を球審に示した場合、投手が投球を行うことなく打者に一塁への安全進塁権が与えられる規則が採用された（公認野球規則5.05(b)(1)【原注】および用語の定義7）。これは元々ソフトボールの国際ルールで採用されていた制度であるが、日本でも2018年からプロ野球・大学野球・社会人野球で採用され、2020年からは高校野球でも採用された。この規則を用いて打者に故意四球を与えるプレーは一般に「申告敬遠」と表現される（後述）。

## 投球による故意四球

### 投球に関する規則
公認野球規則では、捕手は投手が投球を開始するまで本塁の直後に位置しなければならないとされている。特に故意四球を意図した投球を行う際には、ボールが投手の手を離れるまではキャッチャースボックスから片足でも出してはならない（公認野球規則5.02(a)）とされており、これに違反すれば投手にボークが科せられる。したがって、投手はあらかじめ故意四球を行う旨を捕手と示し合わせ、捕手はある程度遠く離れた球が投げられても対応できるよう準備をする必要がある。
この「捕手は投手がボールをリリースするまでキャッチャースボックス内に位置する」というルールは、近年、特に日本のプロ野球においてはおよそ守られていない。審判員も黙認していることが多く、現実に捕手がキャッチャースボックスの外に片足を出して構えているときに投手が投球しても、ボークと判定される事例はほとんど見られない。
野球規則において、「故意四球」が記録されるのは「投球する前から立ち上がっている捕手に4球目にあたるボールを、投手が意識して投げた場合」である（捕手の位置は問わない）。例えば、
1. 投手は勝負していたがストライクが入らず、ボールカウントが3ボール0ストライクとなったので、4球目の投球では捕手が立ち上がり、投手はわざとボールを投げて打者に四球を与えた。
2. 投手は故意四球をしようと3つボールを投げたが、状況が変わったため勝負に転じストライクゾーンを狙った。ところがその投球も判定はボールで、打者に四球を与えた。

という2つのケースでは、前者は「故意四球」が記録されるが、後者は通常の「四球」が記録される。
また、捕手が投球前から立ち上がっているのが要件であるから、ストライクゾーンから遠く離れたところに意図して投球を行ったが捕手が立ち上がっていない場合や、投手が投球してから捕手が立ち上がったような場合も故意四球は記録されずに四球が記録される。
故意四球の投球を打者は打っても差し支えなく、後述されているように安打した事例も存在する（下記「故意四球を意図した投球を安打にした例」を参照）。

### 投球の方法
故意四球を行うには、投手は意図的にボールと判定される投球を投げる必要がある。
一般的な故意四球では、投手は明らかにボールと判定される投球をするために、そしてボール球を無理矢理打たれる事態を避けるために、打者から十分に離れた場所に投球する。捕球の準備のため、捕手は立ち上がった姿勢で投球を待つ。キャッチャースボックスから大きく離れられないために投球の目標として打者から遠いほうの手を大きく横にかざすことがセオリーとされる。多くの場合、投手は捕手が捕逸しないよう緩やかに球を投げる。必要に応じて、捕手は本塁から外れた位置に移動して捕球する。これを4回繰り返すことで打者に四球が与えられ、故意四球が記録される。これで暴投してしまう癖を持つ投手もおり、その場合は座った捕手に投げるため故意四球は記録されない。
捕手が故意四球の構えを取らずに投手が明確に外した場合は敬遠気味の四球と呼ばれるが、ある程度勝負に行った場合は「無理に勝負をしない」と表現されることがある。

## 申告による故意四球
守備側の監督が故意四球の意思を球審に示した場合、投手が投球を行うことなく打者に一塁への安全進塁権が与えられる規則がメジャーリーグ（MLB）、日本プロ野球、その他アマチュア野球、ソフトボールで採用されている。日本では申告による故意四球は「申告敬遠」（しんこくけいえん）と呼ばれることがほとんどである。
申告敬遠制はソフトボールの国際ルールで以前より定められていた規則である。日本では2013年のルール改正により導入された。
さらに2017年には、MLBで試合時間短縮を目的に申告敬遠制度が採用され、日本でも翌2018年の野球規則改正によって、プロ野球、大学野球、社会人野球において採用された。高校野球では制度導入が見送られていたが、2020年より投球数制限と同時に採用されることとなった。
申告敬遠制では、すでに何球か投球した後（例えば1ボール1ストライクから）でも故意四球を申告することができる。また申告敬遠を選択した場合、投手の投球数は加算されない。ただし申告する前にその打者に投球していた場合、その投球数は加算される。
日本プロ野球では、故意四球を申告するためには監督がダッグアウトより球審に伝達し審判が故意四球をコール、それを見て場内放送が「申告敬遠」である旨を告げる。日本の高校野球では時間短縮が目的ではなく、球審に対してダッグアウトから伝令を出すことが必要で、球審が場内放送を促し「申告故意四球」するというアナウンスがかかった後に球審がコールして、初めて打者の一塁進塁が認められることになっている（伝令の審判への伝達を聞いて打者が進塁しようとしても止められる）。
申告敬遠は通常の四球と異なりボールデッドとなるため、守備側としては暴投や捕逸などによる予期せぬ進塁を確実に防げる一方、これには試合が面白くなくなるという批評も少なからずある。

## 故意四球を行うケース
故意四球によって攻撃側に対して1人または2人の走者を与えることは得点機会につながるので、守備側はそのデメリットが直接負けに繋がらず、かつそれを補うに足るメリットがある場合にのみ故意四球を行うことになる。以下のようなケースが典型的なものである。
1. 攻撃側の選択肢を狭め、守備戦術が明確になる場合。故意四球を行う最も一般的なケースである。「走者二塁」、「走者三塁」、「走者二・三塁」（場合によっては走者一・三塁の場合も）のときに用いられる。守備側は一塁に走者を出すことで、もともと塁上にいた走者をフォースの状態にすることができ（フォースプレイを参照）、次の打者と対戦してゴロの打球を打たせれば塁に触球するだけでアウトを取れるため、守りやすくなるとされる。1失点も許されない場面で多用される。走者三塁のときは1人だけ故意四球にする場合と2人連続で故意四球にする場合とがあり、前者は試合中盤など2失点は避けたい場合、後者はサヨナラゲームのピンチの場面で採られることが多い。故意四球によってすべての塁を埋めることを特に「満塁策」と呼ぶ。
2. 次の打者の方が、投手にとって与しやすい場合。たとえば、四番打者（一般にはラインアップ中最強の打者）に故意四球を与えて五番打者でアウトを取ることに期待する、あるいは八番打者に故意四球を与えて九番打者と対戦する（指名打者制が採用されていないセントラル・リーグでは、一般に投手は九番打者であるため、打撃能力は概して低い）ケースがある（同点やビハインド時の試合終盤では代打が送られることが多いが、先発投手はたいてい5イニング以上投げるため、序盤では有効である。終盤であっても僅差でリードしていれば代打が出ないことが多い）[注 2]。右打者には右投手、左打者には左投手が有利とされるため、打者の左右の兼ね合いも考慮されることが多い。
  1. なお、もし高校野球の女子マネージャーがドラッカーの『マネジメント』を読んだらでは、4点リードしている相手チームが7回裏に二死2塁で敬遠する場面がある[10]（結局次打者が本塁打で1点差になり、9回裏に逆転サヨナラ）。しかし、実際には、点差が開いてリードしている場面でわざわざ塁を埋めることは相手に逆転の足がかりを与えることになるので、そのような場面で敬遠がなされることはほとんどない。
3. 打者にストライクゾーンの球を投げることが得点に直結するほど危険であるような状況である場合。たとえば、ボールカウントが先行して投手が全力投球でストライクを投げる余裕がない場合に打者との勝負を諦めて故意四球をすることがある。また、無死または一死で三塁に走者がいる（満塁の場合は除く）のにボールカウントが3ボール0ストライクなどにした場合が該当する。
4. 記録・タイトル等に関わる場合。守備側の所属選手（または過去の名選手）が記録を保持し、あるいは個人打撃成績で上位にいる場合、それを追い越そうとする打者に対して故意四球を行い、記録や成績を向上させないようにする。

ごくまれではあるが、走者満塁で本塁打をよく打つ強打者と対戦した際、本塁打を打たれるより取られる点が少ないという考えで、押し出しを覚悟のうえで故意四球を行うことがある。

## 事例
所属及び球団名はすべて当時のものである。

### 故意四球を意図した投球を安打にした例
いずれも申告敬遠が導入される以前の試合である。
- 1960年の長嶋茂雄（読売ジャイアンツ（巨人））は、1シーズンだけで3度も故意四球を意図した投球を打って安打にしている。
- 1981年7月19日、柏原純一（日本ハムファイターズ）が西武ライオンズ戦で故意四球を意図した投球を本塁打にしている。投手は永射保。
- 1990年6月2日、ウォーレン・クロマティ（巨人）は広島戦で、明らかに故意四球を狙った投球を打ってサヨナラ適時打にし、勝利を得た。投手は金石昭人。
- 1999年6月12日、新庄剛志（阪神タイガース）が、故意四球を意図した槙原寛己（巨人）の投球がストライクゾーン近くに来たのを見てこれを打ち、三遊間を破るサヨナラ適時打とした。本人曰く、わざとバッタースボックスの外側に立ち、投手が錯覚してアウトコースに投げる敬遠球がストライクゾーンに近くなるように誘導した。事前にベンチで野村克也監督にこの策を打診しており、打席に入った後実際にコーチからゴーサインも出されたという。なお当時の阪神の打撃コーチは上記の柏原であった。
- 2006年6月22日、ミゲル・カブレラ（フロリダ・マーリンズ）は、ボルチモア・オリオールズ戦で、故意四球を意図した投球を打って安打にする。投手はトッド・ウィリアムズ。

### 故意四球が暴投・捕逸となった例
- 1952年8月9日、金田正一（国鉄スワローズ）は延長13回裏、巨人の代打・藤本英雄に対して故意四球を剛速球で投げたため暴投となり失点し、サヨナラ負け。
- 1982年4月3日、小林繁（阪神）は開幕戦の横浜大洋ホエールズ戦において高木嘉一への故意四球が暴投となりサヨナラ負け。
- 2013年6月9日、三嶋一輝（横浜DeNAベイスターズ）はオリックス・バファローズ戦の4回において伊藤光への故意四球（3球目）が暴投となり同点。
- 2016年7月18日、小杉陽太（DeNA）は東京ヤクルトスワローズ戦の8回において満塁で山田哲人へのカウント1-1からの3球目を暴投し失点。さらに二・三塁の場面で故意四球（4球目）が暴投となり失点。
- 2017年5月21日、ジョシュ・ルーキ（ヤクルト）は阪神戦7回において福留孝介への故意四球が暴投となり決勝点。

### タイトル獲得を阻止するための事例
- 1975年10月19日、井上弘昭（中日）は広島カープ戦において、リーグ公式戦では初となる、(無死)満塁の場面での敬遠を受けた。当時井上は、山本浩二（広島）と首位打者を激しく争い、残り2試合の時点で1厘差まで追い上げており、広島側はリードする山本を欠場させたうえで敬遠を指示、一方の中日側も敬遠の連発を見越して、満塁の場面で井上を代打に送ったが、結局敬遠された。なお井上は、最終戦となる次戦でも、安打を打てば首位打者となる最終打席で死球を受け、タイトル獲得を逃している[11]。
- 1982年10月17日の横浜大洋ホエールズ対中日ドラゴンズ、中日の田尾安志に全5打席で連続四球を与えた結果、試合に出場しなかった大洋の長崎啓二が首位打者を獲得した。指示した監督は大洋の関根潤三。
- 1984年10月3日と10月5日の阪神タイガース対中日ドラゴンズ、阪神の掛布雅之と中日の宇野勝が共に全10打席で連続四球が与えられた結果、両者共に本塁打王を獲得した。指示した監督は阪神の安藤統男と中日の山内一弘。
- 1988年10月22日と23日、ロッテオリオンズ対阪急ブレーブス、ダブルヘッダーを含むの3試合で阪急の松永浩美に11四球（最終打席は抗議の三振）が与えられた結果、ロッテの高沢秀昭が首位打者を獲得した。指示した監督はロッテの有藤通世。
- 1991年10月13日、ヤクルトスワローズ対中日ドラゴンズ、中日の落合博満に全6打席で連続四球が与えられた結果、1打数1安打を記録したヤクルトの古田敦也が首位打者を獲得した。指示した監督はヤクルトの野村克也。
- 1996年10月5日と10月8日の中日ドラゴンズ対読売ジャイアンツ、読売の松井秀喜に全4打席で連続四球が与えられた結果、試合に出場しなかった中日の山崎武司が本塁打王を獲得した。指示した監督は中日の星野仙一。
- 2014年10月4日のオリックス・バファローズ対東北楽天ゴールデンイーグルス、楽天の銀次に全5打席で連続四球が与えられた結果、試合に出場しなかったオリックスの糸井嘉男が首位打者を獲得した。指示した監督はオリックスの森脇浩司。

### その他の事例
- 1950年に行われた第1回日本シリーズ第6試合において、毎日オリオンズが松竹ロビンスを4点リードした場面で毎日の2番手投手として登板した若林忠志は、その試合ですでに2本の本塁打を打っていた松竹の岩本義行を、無死満塁から故意四球にした。結局、毎日はそのイニングを敬遠による押し出しと犠飛の2点に抑え、この試合は毎日が1点差でサヨナラ勝利し日本シリーズにおける初の優勝チームとなった。
- 1955年3月26日、榎本喜八（毎日）はプロ1年目の開幕戦に五番打者としてデビューした際、4打席目に故意四球を受けた。
- 1968年5月11日、長嶋茂雄は中日戦で敬遠策に対して抗議の意図でバットを持たずに打席に入った（打撃を行うことは当然できないが、ルール上は問題ない）しかし、中日の投手・山中巽はそれでも敬遠四球を与えた。
- 駒田徳広は高校（桜井商業高校）時代に強打者として恐れられ、イニング先頭打者や満塁の場面で故意四球にされたことがある。
- 1992年の第74回全国高等学校野球選手権大会で、松井秀喜（星稜高校）は、明徳義塾高校との試合で5打席連続の故意四球を受けた（松井秀喜5打席連続敬遠）。このことは高校野球の教育的見地なども絡んで、大きな社会的議論を巻き起こした（ただし捕手が座った状態での四球だったため、公式記録では「故意四球」ではなく単なる「四球」である）。
- 1998年5月28日、メジャーリーグのアリゾナ・ダイヤモンドバックスがバリー・ボンズ（サンフランシスコ・ジャイアンツ）に対し、8対6と2点リードしている9回裏二死満塁から故意四球を与えた。この場面での故意四球は押し出しで必ず1点が入ってしまう上、後続に打たれた場合は逆転サヨナラ負けを意味するため、ボンズのバッティングがいかに恐れられていたかを示す有名なエピソードとなっている。なお試合は故意四球による押し出しで1点を失ったものの、ダイヤモンドバックスがボンズの次打者を抑え、8対7の1点差で勝利した。また満塁で故意四球を与えた采配について、当時のダイヤモンドバックスの監督であったバック・ショーウォルターは、「空いているベースは常にある。その夜はホームが空いていた」と振り返っている。
- 2003年9月20日、アレックス・カブレラ（西武）が延長11回裏一死二塁の場面での故意四球に対し、本来と逆の左打席に立った（それでも対戦相手の近鉄バッテリーは故意四球を与えた）。これは2打席連続となった故意四球への抗議である。なお同年6月24日のロッテ戦では2打席連続本塁打後に、2打席連続で無走者の場面から故意四球を受けている。また、オリックスへ移籍後の2010年7月8日の西武戦では、バットを逆に持って打席に入り、故意四球を受けた。
- 2008年8月17日、メジャーリーグのタンパベイ・レイズがジョシュ・ハミルトン（テキサス・レンジャーズ）に対し、4点リードの9回裏二死満塁から故意四球を与えた。
- 2012年9月30日（シーズン最終戦）、台湾プロ野球の兄弟エレファンツ・葉詠捷（中国語版）は、統一セブンイレブン・ライオンズ戦の9回4点リードの場面でブラッド・トーマスにセーブの機会を与えるために故意四球を連発し、二死一、二塁の状況を作り上げてからトーマスに交代した。交代したトーマスはセーブを記録し、ライオンズの林岳平（中国語版）と並ぶリーグ最多タイのセーブ数を記録したうえで、林の防御率を上回ったため、最優秀救援投手のタイトルを手にする条件を得た。しかし、エレファンツの意図に気付いたライオンズの李育儒（中国語版）が明らかなボールを空振りするなど、両チームのプレーがあまりにも露骨だったため、中華職業棒球大聯盟は「スポーツマンシップに反し、リーグのイメージをひどく傷つけたことをした」と同タイトルの受賞者を「該当なし」にし、葉と李、両チームの監督に出場停止などの処分を科した[12]。
- 2016年9月10日、ゲイリー・サンチェス（ニューヨーク・ヤンキース）がタンパベイ・レイズ戦で故意四球を意図した投球を打ち、犠牲フライを記録。投手はエニー・ロメロ。
- 2017年7月15日、第99回全国高等学校野球選手権大会徳島大会1回戦、城東高校対阿波高校において、阿波の捕手が最初からキャッチャースボックスから出た状態で故意四球の投球を受けたためボークを宣告され、このボークによる進塁で城東のサヨナラ勝ちとなった[13]。

## 故意四球に関する記録

### 日本プロ野球

#### 通算記録
| 順位 | 選手名   | 故意四球 | 順位 | 選手名     | 故意四球 |
| ---- | -------- | -------- | ---- | ---------- | -------- |
| 1    | 王貞治   | 427      | 11   | 土井正博   | 106      |
| 2    | 張本勲   | 228      | 12   | 山内一弘   | 101      |
| 3    | 長嶋茂雄 | 205      | 13   | イチロー   | 98       |
| 4    | 野村克也 | 189      | 13   | 金本知憲   | 98       |
| 5    | 門田博光 | 182      | 15   | A.カブレラ | 95       |
| 6    | 落合博満 | 160      | 16   | 山本浩二   | 94       |
| 7    | 谷繁元信 | 158      | 17   | 大杉勝男   | 92       |
| 8    | 田淵幸一 | 125      | 18   | 達川光男   | 88       |
| 9    | 江藤慎一 | 118      | 19   | 中西太     | 85       |
| 10   | 中村武志 | 112      | 20   | 若松勉     | 83       |

- 記録は2024年シーズン終了時点[14]

#### シーズン記録
| 順位 | 選手名     | 所属球団         | 故意四球 | 記録年 | 備考                 |
| ---- | ---------- | ---------------- | -------- | ------ | -------------------- |
| 1    | 王貞治     | 読売ジャイアンツ | 45       | 1974年 | セ・リーグ記録       |
| 2    | 王貞治     | 読売ジャイアンツ | 41       | 1966年 |                      |
| 3    | 王貞治     | 読売ジャイアンツ | 38       | 1973年 |                      |
| 4    | 野村克也   | 南海ホークス     | 37       | 1968年 | パ・リーグ記録       |
| 5    | 長嶋茂雄   | 読売ジャイアンツ | 35       | 1961年 | セ・リーグ右打者記録 |
| 6    | 川上哲治   | 読売ジャイアンツ | 34       | 1955年 |                      |
| 7    | 長嶋茂雄   | 読売ジャイアンツ | 32       | 1960年 |                      |
| 8    | 王貞治     | 読売ジャイアンツ | 30       | 1967年 |                      |
| 9    | 王貞治     | 読売ジャイアンツ | 29       | 1965年 |                      |
| 9    | A.カブレラ | 西武ライオンズ   | 29       | 2002年 |                      |

- 記録は2024年シーズン終了時点[15]

### メジャーリーグベースボール
通算記録・シーズン記録ともにバリー・ボンズが圧倒している。ボンズの688敬遠のうち、満塁での敬遠は上述の1回だけだが、無走者での敬遠は41度（うち無死無走者の場面での敬遠が5度）、2ストライクを取られている場面での敬遠が5度（うち0ボール2ストライクからフルカウントになり敬遠されたのが3度）ある。

#### 通算記録
| 順位 | 選手名                     | 故意四球 |
| ---- | -------------------------- | -------- |
| 1    | バリー・ボンズ             | 688      |
| 2    | アルバート・プホルス       | 316      |
| 3    | スタン・ミュージアル       | 298      |
| 4    | ハンク・アーロン           | 293      |
| 5    | ウィリー・マッコビー       | 260      |
| 6    | ブラディミール・ゲレーロ   | 250      |
| 7    | ケン・グリフィー・ジュニア | 246      |
| 8    | テッド・ウィリアムズ       | 243      |
| 9    | ミゲル・カブレラ           | 238      |
| 10   | ジョージ・ブレット         | 229      |

| 順位 | 選手名                 | 故意四球 |
| ---- | ---------------------- | -------- |
| 11   | ウィリー・スタージェル | 227      |
| 12   | エディ・マレー         | 222      |
| 13   | フランク・ロビンソン   | 218      |
| 14   | マニー・ラミレス       | 216      |
| 15   | ウィリー・メイズ       | 214      |
| 16   | デビッド・オルティーズ | 209      |
| 17   | トニー・グウィン       | 203      |
| 18   | アーニー・バンクス     | 202      |
| 19   | マイク・シュミット     | 201      |
| 20   | ラスティ・スタウブ     | 193      |

- 不明年度のある選手は記録が一致しない（スタン・ミュージアル、テッド・ウィリアムズ、アーニー・バンクス、ウィリー・メイズ）
- 記録は2024年終了時点[18]

#### シーズン記録
| 順位 | 選手名               | 所属球団                       | 故意四球 | 記録年 | 備考           |
| ---- | -------------------- | ------------------------------ | -------- | ------ | -------------- |
| 1    | バリー・ボンズ       | サンフランシスコ・ジャイアンツ | 120      | 2004年 | ナ・リーグ記録 |
| 2    | バリー・ボンズ       | サンフランシスコ・ジャイアンツ | 68       | 2002年 |                |
| 3    | バリー・ボンズ       | サンフランシスコ・ジャイアンツ | 61       | 2003年 |                |
| 4    | ウィリー・マッコビー | サンフランシスコ・ジャイアンツ | 45       | 1969年 |                |
| 5    | アルバート・プホルス | セントルイス・カージナルス     | 44       | 2009年 | 右打者記録     |
| 6    | バリー・ボンズ       | サンフランシスコ・ジャイアンツ | 43       | 1993年 |                |
| 6    | バリー・ボンズ       | サンフランシスコ・ジャイアンツ | 43       | 2007年 |                |
| 8    | ウィリー・マッコビー | サンフランシスコ・ジャイアンツ | 40       | 1970年 |                |
| 9    | バリー・ボンズ       | サンフランシスコ・ジャイアンツ | 38       | 2006年 |                |
| 9    | アルバート・プホルス | セントルイス・カージナルス     | 38       | 2010年 |                |

- ア・リーグ記録は33敬遠で、テッド・ウィリアムズ（1957年、ボストン・レッドソックス）とジョン・オルルド（1993年、トロント・ブルージェイズ）が記録
- 両打者記録はビクター・マルティネスの28敬遠（2014年、デトロイト・タイガース）
- 記録は2024年シーズン終了時点[19]